# Harry West
Harry William West (27 de marzo de 1917 – 5 de febrero de 2004) fue un político norirlandés que lideró el Partido Unionista del Úlster entre 1974 y 1979.

## Biografía
Nacido en el Condado de Fermanagh, trabajó como granjero hasta que inició su carrera política al ser elegido miembro del Parlamento de Irlanda del Norte en 1954, por la circunscripción de Enniskille. En 1960 fue nombrado Ministro de Agricultura en 1960, en el gabinete de Lord Brookeborough, puesto que mantuvo con Terence O'Neill. Fue destituido en 1967
Fue uno de los parlamentarios (junto con William Craig) que se opuso con mayor vehemencia a las reformas procatólicas de O'Neill. Volvió a ser nombrado Ministro de Agricultura en el gabinete de Brian Faulkner, hasta la disolución del Parlamento norirlandés en 1972.
West se opuso a las negociaciones que condujeron al Acuerdo de Sunningdale en diciembre de 1973. Cuando, en enero de 1974, los unionistas votaron en contra de línea de negociación que Faulkner estaba desarrollando como representante del unionismo en el Acuerdo, Faulkner dimitió. Su puesto fue ocupado por West, que buscó reunificar el apoyo de los unionistas tras las escisiones sufridas por el UUP, provocadas por las discrepancias respecto al Acuerdo de Sunningdale. Esta política de unificación se plasmó en la presentación de la UUUC para competir en las elecciones de febrero de 1974, formada por el propio Partido Unionista, el Vanguard Progressive Unionist Party de William Craig y el Partido Unionista Democrático de Ian Paisley. Los tres partidos de la coalición se comprometían a presentar un único representante Anti-Sunningdale en cada una de las doce circunscripciones, concentrado así el voto unionista en un candidato, que contrastaba con la división del voto nacionalista. La estrategia fue un éxito y la coalición ganó en 11 de las 12 circunscripciones.
Ante la firme oposición de muchos unionistas, y tras una masiva huelga general, el Acuerdo fue abandonado. West siguió con su política de unificar el unionismo, y reclutó al parlamentario conservador Enoch Powell. Sin embargo, Powell se mostró en contra de la restauración del parlamento de Stormont y estaba más inclinado a una mayor integración con el Reino Unido, ideas apuestoas a las de West. Las discrepancias causaron una nueva escisión, que incluso provocó que West perdiera su escaño por Fermanagh por un pacto entre nacionalistas, aunque siguió como líder del UUP. Por otra parte la coalición UUUC volvió a presentarse en las elecciones constituyentes de 1975. Tras las divisiones internas de uno de los miembros de la coalición, el Vanguard de Craig, West llegó a un acuerdo con éste para fusionar la mayor parte del Vanguard en el Partido Unionista.
En las elecciones de 1979, el Partido Unionista obtuvo unos resultados discretos, consiguiendo 5 de los 12 escaños. Las primeras elecciones al Parlamento Europeo marcaron un punto de inflexión en la vida política de West al ser superado por su rival Paisley, un antiguo miembro del Partido Unionista y un miembro del propio UUP. West dimitió como líder del UUP en el mismo año, aunque siguió ligado al partido.
Se presentó como candidato del Partido Unionista en las elecciones parciales de Fermanahg, en 1981, siendo derrotado por Bobby Sands. Se le acusó de haber conducido una campaña electoral mediocre. Para las segundas parciales fue sustituido por Ken Maginnis, que tampoco consiguió vencer, pero cuya campaña fue más dinámica. Tras esta nueva derrota, West abandonó definitivamente la política activa.
Dentro del Partido Unionista, West criticó a su sucesor, James Molyneaux, por no aceptar una mayor autonomía para Irlanda del Norte, aunque fuera compartiendo el poder con católicos moderados.